# هیروشی کوجیما
هیروشی کوجیما (انگلیسی: Hiroshi Kojima؛ زادهٔ ۲۷ ژانویهٔ ۱۹۳۸) بازیکن هاکی روی چمن اهل ژاپن بود.